# ミッコ・シレン
ミッコ・シレンはフィンランドのドラマーで、アポカリプティカのメンバー。